# Alexandre Fávaro
Alexandre Fávaro Correa (Paulínia, 21 de maio de 1977) é um dirigente esportivo e ex-futebolista brasileiro que atuava como goleiro.

## Carreira
Iniciou sua carreira em 1997, com 20 anos, na Ponte Preta, onde ficou até 2001. Enquanto jogou na Ponte Preta, foi vice–campeão da Série B do Brasileirão de 1997, garantindo acesso à Primeira Divisão em 1998; foi vice–campeão do Campeonato Paulista da Série A2 de 1999, garantindo acesso à Primeira Divisão em 2000. Ainda atuando pela Ponte, foi o goleiro menos vazado na Série A2 do Campeonato Paulista de 1999, no Campeonato Brasileiro de 1999 e no Campeonato Paulista de 2001, além de ganhar o troféu "Diário Popular" em 2001.
Chegou a ser convocado para a Seleção Brasileira de Futebol em 1999, quando o técnico Wanderley Luxemburgo convocou-o para participar de dois jogos amistosos contra a Seleção da Austrália, realizados em Melbourne e Sydney. Os jogos faziam parte da preparação da seleção para as Olimpíadas de Sydney.
Em 2002 foi contratado pelo América-SP, onde ficou somente por um ano, pois já em 2003 foi contratado pelo Cruzeiro. Após disputar três jogos pelo clube mineiro, transferiu-se para o Paysandu ainda em 2003, e pelo "Papão da Curuzu", conquistou o título do Campeonato Paraense de Futebol de 2005 e o troféu da "Associação dos Cronistas Esportivos do Estado do Pará", como melhor goleiro de 2005. Saiu da equipe ao final do ano, tendo inclusive declarado, em outubro, que não aguentava mais jogar pelo Paysandu, citando a derrota por 5–3 frente ao Palmeiras.
Em 2006 foi para o Brasiliense, onde conquistou o título do Campeonato Brasiliense. Em 2008 passou por dois clubes paulistas: Mirassol e Ituano. Em junho do mesmo ano, Fávaro chegou a ser confirmado como novo reforço do Santa Cruz, mas as negociações não vingaram - segundo o então diretor da "Cobra Coral", Sylvio Belém, o clube havia desistido de contratar o goleiro.
Em janeiro de 2009, chegou a assinar um pré-contrato com o Juventude de Caxias do Sul, mas devido à divergências entre seu empresário e o clube, não permaneceu. Contratado pelo Fortaleza em junho de 2009, Fávaro atuou em 13 partidas com a camisa do "Tricolor do Pici" na Série B, mas não permaneceu para a temporada 2010.
Liberado pelo Fortaleza, o goleiro assinou com o Paysandu, onde conquistaria seu último título na carreira: o Campeonato Paraense de Futebol de 2010, tendo permanecido na agremiação até 2011. Fávaro encerraria sua carreira no ano seguinte, pelo Ferroviário. Atualmente é presidente da Associação Esportiva Paulinense, mais tradicional clube da cidade de Paulínia-SP.

## Títulos
Paysandu
- Campeonato Paraense: 2005: 2010
- Campeonato Brasiliense: 2006

### Outras Conquistas
Ponte Preta
- Troféu Brasil 500 anos da FPF: 2000
- Troféu Lance! Rei do Interior: 2000

## Prêmios Individuais
Ponte Preta
- Campeonato Brasileiro: 1999 - Goleiro menos Vazado (CBF)
- Campeonato Paulista: 2001 - Goleiro menos Vazado (Diário Popular)

Paysandu
- Campeonato Paraense: 2005 - Melhor Goleiro (ACEEPA)